# Télévision en Inde
 (avril 2018).
Si vous disposez d'ouvrages ou d'articles de référence ou si vous connaissez des sites web de qualité traitant du thème abordé ici, merci de compléter l'article en donnant les références utiles à sa vérifiabilité et en les liant à la section « Notes et références ».

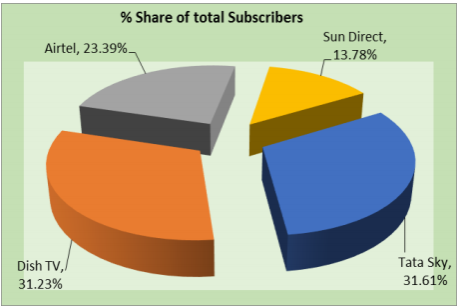
Un diagramme circulaire représentant la part du nombre total d'abonnés pour chacune des chaînes indiennes les plus importantes.

La télévision en Inde est une industrie importante ayant des milliers de programmes dans de nombreuses langues. 
Le petit écran a produit de nombreuses célébrités. Plus de la moitié des ménages indiens possèdent un poste de télévision . En 2016, le pays compte une collection de plus de 857 chaînes dont 184 sont des chaînes payantes ,.

## Histoire
En janvier 1950, L'Indian Express signala qu'un poste de télévision avait été installé pour démonstration lors d'une exposition à Teynampet (en), localité de Madras (aujourd'hui Chennai) par B. Sivakumaran, un étudiant en génie électrique. Une lettre avait été scannée et son image affichée sur un écran à tube cathodique. Le rapport dit que « peut-être que ce n'est pas l'ensemble de la télévision, mais c'est certainement le maillon le plus important du système » et ajouta que cette démonstration pouvait bien être la « première du genre en Inde ».
À Calcutta, la télévision fut d'abord utilisée dans la maison de la famille aisée Neogi. En Inde, la télévision terrestre débuta avec une émission expérimentale émise à partir de Delhi le 15 septembre 1959 grâce à un petit émetteur et un studio de fortune. Les transmissions quotidiennes commencèrent en 1965, en tant que partie de la All India Radio (AIR). Le service de télévision fut ensuite étendue à Bombay et Amritsar en 1972. Jusqu'en 1975, seulement sept villes Indiennes recevaient la télévision. En Inde, l'Expérience Satellite Instructional Television Experiment (en) (SITE) fut un pas important pour utiliser la télévision comme outil de développement. Les programmes furent développés principalement par Doordarshan (DD), membre de l'AIR. L'émission de télévision passait deux fois par jour, matin et soir. En dehors d'informations liées à l'agriculture, la santé et la planification familiale étaient les thèmes importants abordés dans ces programmes. Les divertissements furent également inclus aux programmes avec de la danse, de la musique, du théâtre, du folklore et d'autres formes artistiques rurales. Les services de télévision furent séparés de la radio en 1976. Les services nationaux de télédiffusion ont été ajoutés en 1982. La même année, la télévision couleur arriva sur le marché Indien.